# Dag Prawitz
Dag Prawitz (nascido em 1936, em Estocolmo) é um filósofo e lógico sueco. Ele é melhor conhecido pelo seu trabalho sobre a teoria da prova e pelos fundamentos da dedução natural.
Prawitz é membro da Academia Norueguesa de Ciências e Letras, da Real Academia Sueca de Letras e Antiguidade e da Real Academia Sueca de Ciências.